# Eetu Vähäsöyrinki
Eetu Vähäsöyrinki, né le 12 avril 1990, est un skieur finlandais spécialiste du combiné nordique, licencié au Lahden Hiihtoseura.
Il a notamment participé aux Jeux olympiques de Sotchi en 2014 ainsi qu'aux championnats du monde en 2011, 2013 et 2015.
Il prend sa retraite en 2015 à 25 ans afin de se consacrer à ses études.

## Biographie

### Jeunesse et débuts professionnels
Il débute au niveau international en coupe du monde B en 2005 à Vuokatti. Il se classe 51e des deux sprints disputés à Vuokatti. L'année suivante, il participe également à deux courses de la coupe du monde à Vuokatti. Il se classe 44e lors des deux courses.

### L'arrivée au plus haut niveau
Il fait ses débuts en coupe du monde le 26 novembre 2010 à Kuusamo, où il abandonne dans le Gundersen. Il marque ses premiers points en coupe du monde le 26 novembre 2011 à Kuusamo grâce à une 25e dans un Gundersen. Il obtient son meilleur classement général lors de la saison 2012-2013 de la Coupe du monde avec 34 points.
Aux Jeux olympiques de Sotchi en 2014, il tombe malade au moment de l'épreuve par équipes, ce qui oblige l'équipe finlandaise à déclarer forfait pour cette course.

### La fin de carrière
Lors des championnats du monde de Falun, il participe à deux courses. Il participe à la course par équipe avec Leevi Mutru, Jim Härtull et Ilkka Herola. L'objectif fixé par l'entraîneur chef de l'équipe finlandaise, Petter Kukkonen, est la huitième place. L'équipe se classe finalement 9e.
Il prend sa retraite en 2015 pour se consacrer à ces études. A l'automne 2014, il a commencé ses études en sciences appliquées à l'Université de Laponie et devant la difficulté à concilier études et sport, il préfère prendre sa retraite à l'issue de la saison 2015 à l'âge de 25 ans.

## Résultats

### Jeux olympiques d'hiver
| Épreuve / Édition | Sotchi 2014 |
| Gundersen PT      | 38e         |
| Gundersen GT      | 38e         |
| Par équipes       | DNS         |

### Championnats du monde
| Épreuve / Édition             | Épreuve / Édition             | Oslo 2011 | Val di Fiemme 2013 | Falun 2015 |
| ----------------------------- | ----------------------------- | --------- | ------------------ | ---------- |
| Gundersen                     | PT                            | 46e       | -                  | -          |
| Gundersen                     | GT                            | 47e       | 37e                | 42e        |
| Par équipes en petit tremplin | Par équipes en petit tremplin | 7e        | 8e                 | 9e         |
| Sprint par équipes            | Sprint par équipes            | -         | 11e                | -          |

### Coupe du monde
- Meilleur classement général : 46e en 2014.
- Meilleure performance individuelle : 17e.

#### Différents classements en Coupe du monde
| Année     | Classement général final |
| 2011-2012 | 57e                      |
| 2012-2013 | 58e                      |
| 2013-2014 | 46e                      |

#### Détail des résultats
| Place / Épreuve | Place / Épreuve | Gundersen | Sprint | Mass start | Team Sprint | Relais | Total |
| 1re place       |                 |           |        |            |             |        |       |
| 2e place        |                 |           |        |            |             |        |       |
| 3e place        |                 |           |        |            |             |        |       |
| Top 10          | Top 10          |           |        |            | 1           | 2      | 3     |
| Points          | Points          | 7         |        |            | 2           | 2      | 11    |
| Départ          | Départ          | 33        |        |            | 2           | 2      | 37    |

### Coupe continentale

#### Différents classements en Coupe continentale
| Année     | Classement général final |
| 2009-2010 | 85e                      |
| 2010-2011 | 62e                      |
| 2011-2012 | 41e                      |
| 2012-2013 | 28e                      |
| 2013-2014 | 69e                      |
| 2014-2015 | 72e                      |

#### Détail des podiums par équipes
| Édition | Épreuve                                         | Coéquipiers      | Place |
| ------- | ----------------------------------------------- | ---------------- | ----- |
| 2011    | Kuopio (Sprint par équipes HS 140 - 2 × 7,5 km) | Joni Karjalainen | 2e    |
| 2012    | Kuopio (Sprint par équipes HS 127 - 2 × 7,5 km) | Jim Härtull      | 2e    |

### Grand prix d'été de combiné nordique
| Année | Classement général final |
| 2011  | 51e                      |

### Championnat du monde juniors
| Épreuve / Édition | Épreuve / Édition | Zakopane 2008 | Strbske Pleso 2009 | Hinterzarten 2010 |
| Gundersen (10 km) | Gundersen (10 km) | -             | 39e                | DNF               |
| Gundersen (5 km)  | Gundersen (5 km)  | 39e           | -                  | 41e               |
| Par équipe        | Par équipe        | 9e            | -                  | 13e               |

### Universiades
| Épreuve / Édition | Épreuve / Édition | Trente 2013 | Štrbské Pleso 2015 |
| Gundersen         | Gundersen         | 6e          | 11e                |
| Mass start        | Mass start        | 9e          | 18e                |
| Par équipe        | Par équipe        | -           | -                  |

### Championnat de Finlande
- Il a remporté le championnat d'été de Finlande de combiné nordique en 2011. Il a terminé 2e en 2014.